# Upamanyu Chatterjee
Pour les articles homonymes, voir Chatterjee.
Upamanyu Chatterjee (bengali : উপমন্যু চট্টোপাধ্যায়), né en 1959 à Patna, est un écrivain indien.

## Œuvres
- English, August : An Indian Story, Londres, Faber and Faber, 1988
- The Last Burden, Londres, Faber and Faber, 1993
- The Mammaries of the Welfare State, New Delhi, Viking, 2000
- Weight Loss, New Delhi, Viking, 2006

traductions en français
- Les Après-midi d'un fonctionnaire très déjanté, traduction de English, August par Carisse Busquet, R. Laffont, 2002
- Nirvâna, mode d'emploi, traduction de Weight Loss par Lazare Bitoun, Claude Grimal, Maryvonne Ssossé de Weight Loss, Joëlle Losfeld, 2007